# Негатроника
Негатроника — направление электроники, связанное с теорией и практикой создания и применения негатронов — электронных приборов, имеющих в определённом режиме работы отрицательное значение основного дифференциального параметра (отрицательных активного сопротивления, ёмкости или индуктивности),.

## История
У истоков негатроники стоял инженер Нижегородской радиолаборатории Олег Владимирович Лосев, который в результате проведённых им исследований, нашёл отклонения от закона Ома на участке вольт-амперной характеристике (ВАХ) полупроводникового кристалла. Это открытие в настоящее время рассматривается многими учёными как начало «Эры полупроводниковой электроники». Молодой учёный не только впервые получил на ВАХ диода нисходящий участок и дал определение понятию «отрицательное сопротивление», но и реализовал с использованием такого диода регенеративный приёмник — кристадин. Эти результаты привлекли внимание многих специалистов мира. В США журнал «Radio News» поместил в сентябрьском номере редакционную статью под заголовком «Сенсационное изобретение». В ней говорилось: «Нет нужды доказывать, что это — революционное изобретение. Вскоре мы будем говорить о схеме с тремя или шестью кристаллами, как мы говорим теперь о схеме с тремя или шестью усилительными лампами. Потребуется несколько лет для того, чтобы генерирующих кристалл усовершенствовался настолько, чтобы стать лучшим чем вакуумная лампа, но мы предсказываем, что такое время наступит». В этом предсказании не оправдались только сроки. Электронные приборы с нисходящей участком на ВАХ в дальнейшем получили название «Негатроны», а направление электроники связаное с теорией и практикой их применения было сформулировано в 1985 году, как «Негатроника» Филинюк Н. А. Перспективы развития динамической негатроники.
Развитие электронно-вакуумных приборов на определённом этапе отвлекло внимание специалистов от этого направления. И только изобретение в 1932 году Д. А. Рожанским и А. Н. Арсеньевой пролётного клистрона, а в 1936 (37) Н. Ф. Алексеевым и Д. Е. Маляровым — многорезонаторного магнетрона, стало дальнейшим толчком развития негатроники вакуумной негатроники. В этих приборах, и позже в изобретённых лампах бегущей (ЛБВ) и обратной (ЛОВ) волн, в результате взаимодействия электронов с электромагнитными полями, происходит преобразование кинетической энергии электронов в энергию электромагнитного поля и, как следствие, к появлению отрицательного сопротивления. Значительный вклад в создание таких приборов сделали Н. Д. Девятков, М. С. Нейман, С. Д. Гвоздовер, В. Ф. Коваленко, М. Т. Грехова, Ю. А. Кацман, С. А. Зусманов , И. В. Лебедев и др.
Освоение сверхвысокочастотного (СВЧ) диапазона обусловило поиск новых физических эффектов и полупроводниковых приборов с отрицательным сопротивлением. Усилия прежде всего были направлены на создание полупроводниковых негатронов, обладающих отрицательным сопротивлением на сверхвысоких частотах. Началом поиска путей создания таких СВЧ-приборов было положено работой Шокли, опубликованной в 1954 году. Автор выдвинул ряд идей создания полупроводниковых негатронов СВЧ диапазона, использующих различные физические механизмы. Эти идеи значительно позже были реализованы в диодах Ганна (1963) и инжекционно-пролетных диодах (1971). Исследуя эффект туннелирования через узкий обеднённый слой p-n перехода, японский физик Эсаки в 1957 году изобрёл туннельный диод. В 1958 году Род предложил использовать для генерации СВЧ электромагнитных колебаний диод с многослойной структурой, на клеммах которого, вследствие проявления эффектов времени пролёта и ударной ионизации, возникает отрицательное активное сопротивление. Воплотить в жизнь свою идею ему удалось только в 1964 году, но вследствие сложности реализации диод не нашёл практического применения. Независимо от этих работ в СССР диод, использующий аналогичный эффект, был открыт А. С. Тагером и его сотрудниками в 1959 году и получил наименование «лавинно-пролетный диод».
Все рассмотренные диоды с отрицательным сопротивлением предназначены для работы в диапазоне СВЧ и способны работать с относительно небольшими значениями мощности сигнала и рабочих токов. На низких частотах в области негатроники широкое применение получили четырехслойные p-n-p-n структуры (динисторы, тиристоры и др.) А также лавинные транзисторы, имеющие на определённом участке ВАХ отрицательное активное дифференциальное сопротивление.
Технологические методы создания планарных полупроводниковых приборов достигли высокого совершенства. Поэтому негатроны с p-n переходом имеют относительно высокую надёжность и воспроизводимость. Однако процесс их изготовления трудоёмкий, поскольку требует от двух до четырёх высокотемпературных процессов окисления и диффузии, и соответствующего количества процессов фотолитографии. Эти недостатки отсутствуют у негатронов на базе аморфных и поликристаллических полупроводниковых плёнок. Исследования в этом направлении активно велись в Азербайджанской научной школе под руководством профессоров А. М. Пашаева и Ф. Д. Касимова, где в 1991 году была проведена первая Всесоюзная научно-техническая конференция по негатронике.
Общим недостатком полупроводниковых негатронов является зависимость их отрицательного сопротивления только от физических свойств полупроводниковых кристаллов и физических процессов в них. Стремление реализовать стопроцентную внутреннюю положительную обратную связь внутри кристалла накладывает жёсткие требования к технологии изготовления таких негатронов, затрудняет производство соответствующих приборов и дальнейшее их применение. Эти трудности создания полупроводниковых негатронов были частично устранены путём реализации комбинированной стопроцентной положительной обратной связи: частично внутренней, за счёт временной задержки носителей в базе транзистора; частично за счёт введения цепи внешней обратной связи. Началом этого направления можно считать 1956 год, когда Ямагучи (J. Jamaguchi) исследовал негатрон на транзисторе с общим коллектором и низкодобротной индуктивной цепью обратной связи между базой и коллектором. В дальнейшем были исследованы различные модификации такого негатрона, получившего наименование «индуктивный транзистор», потому что он оказался перспективным как полупроводниковый аналог катушки индуктивности. Следует отметить успешное применение этого негатрона в различных аналоговых СВЧ устройствах (активных фильтрах, генераторах, преобразователях частоты, мультиплексорах, активных антеннах и т. д.). Основы проектирования таких устройств были заложены в работах Дилла (Н. Dill), Адамса и Хо (D. K Adams, R. Y. C. Ho) и др.
Систематизация и дальнейшее развитие этого научного направления выполнено в работах,, где предложено рассматривать транзистор, как обобщённый преобразователь иммитанса, и обоснован физический механизм возникновения динамического отрицательного сопротивления на его клеммах в малосигнальном режиме.
Другим направлением негатроники, направленным на преодоление недостатков однокристальных полупроводниковых негатронов, является создание аналогов негатронов на базе различных схемотехнических комбинаций активных приборов. Развитие это направление получило в работах С. А. Гаряинова и И. Д. Абезгауза, Х. Стэдлера, Л. H. Степановой, А. Н. Негоденко, Нильсона и Уильсона, Ф. Бенинга и др. Развитая в работах этих авторов теория синтеза аналогов статических негатронов N- и S- типа позволила создать большое количество различных схемотехнических решений для широкого класса как аналоговых, так и цифровых электронных устройств различного функционального назначения. Однако использование в таких схемам перекрёстных связей ограничивает их применение частотами до 1 ГГц.
Кроме R-негатронов ведутся исследования по созданию и применению С- и L-негатронов,.Более подробно история развития научного направления «Негатроника» изложена в.

## Классификация негатронов
Негатрон — это электронный прибор, обладающий в определённом режиме отрицательным значением основного дифференциального параметра. В настоящее время находит применение три вида негатронов: R-негатрон; L-негатрон; C-негатрон (рис.1).
«R-негатрон» — это электронный прибор, у которого в определённом режиме дифференциальное сопротивление {\displaystyle R=\partial U/\partial I<0}, где {\displaystyle U} и {\displaystyle I} — напряжение и ток.
«L-негатрон» — это электронный прибор у которого в определенном режиме дифференциальная индуктивность {\displaystyle L=\partial \Psi /\partial I<0}, где {\displaystyle \Psi } — потокосцепление.
«С-негатрон» — это электронный прибор у которого в определенном режиме дифференциальная емоксть {\displaystyle C=\partial Q/\partial U<0}, где {\displaystyle Q} — заряд.
Перечисленные условия выполняются на участке АБ у статических негатронов, имеющих нелинейную вольт-амперную (для R-негатронов), вебер-амперную (для L-негатронов) или вольт-кулонную (для С-негатронов) характеристику (рис. 2).
К таким негатронам, в частности, относятся туннельные диоды и тиристоры. В зависимости от вида нелинейной характеристики все статические негатроны делятся на N-типа (а, в, д) и S-типа (б, г, е).
Имеются негатроны у которых на статической характеристике отсутствует падающий участок, а отрицательный дифференциальный параметр (например сопротивление) наблюдается только в определённом диапазоне частот (рис. 3).
Такие негатроны называются динамическими. К ним в частности относятся инжекционно-пролетные диоды и магнетроны.
Появление отрицательного сопротивления (ёмкости или индуктивности) на клеммах негатрона связано с процессами, которые приводят к возникновению положительной обратной связи. Если эти процессы происходит только внутри негатрона, тогда он относится к физическим негатронам. Например лавинно-пролетный диод и динисторы.
Если используется частично внутренний физический механизм, а частично положительная обратная связь, обеспечивается внешней цепью, такие негатроны называются комбинированными. Например, индуктивный или ёмкостной транзистор.
Падающий участок на вольт-амперной характеристике можно получить путём использования 100 % внешней положительно обратной связи. Такие схемы получили название — «схемотехнические аналоги негатрона».
Большинство негатронов является двухэлектродная приборами, но находят применение также многоелектродние негатроны, в частности тиристоры, однопереходные и лавинные транзисторы.

## Полупроводниковые негатроны и их применение
Полупроводниковые негатроны, наравне с вакуумными негатронами (клистронами, магнетронами, лампами бегущей и обратной волны и др.), получили широкое применение в различных радиоэлектронных и информационных устройствах. В настоящее время их создано более двух десятков разновидностей (рис. 4). Среди них самые мощные сверхвысокочастотные полупроводниковые приборы — лавинно-пролетные диоды, самые быстродействующие ключи на лавинных транзисторах, самые мощные токовые полупроводниковые переключатели на динисторах и тиристорах. Широкое практическое применение полупроводниковые негатроны находят в СВЧ-диапазоне (ЛПД, ДГ, ИПД, ТД) для генерирования и усиления сверхвысокочастотных колебаний до частот в несколько сотен гигагерц (1 ГГц = {\displaystyle 10^{9}}Гц), а также в силовой электронике (динисторы, тиристоры) в качестве электронных ключей, способных работать при напряжениях более 1 тысячи вольт и токах более 1 тысячи ампер.
С бурным развитием твердотельной СВЧ-электроники особенно остро встала задача миниатюризации частотноизбирательных цепей. Решение этой задачи путём использования объёмных резонаторов, отрезков линии передачи, сегнетоэлектрических и ферритовых резонаторов невозможно, потому что их добротность уменьшается с уменьшением размеров. Колебательные контуры на базе транзисторных комбинированных негатронов таких недостатков не имеют, что позволяет решать задачу по реализации в одном кристалле нескольких десятков высокодобротных колебательных контуров (фильтров, LC-генераторов и т.д).

## Перспективы направления негатроника
В области негатроники развиваются ряд более узких перспективных направлений, таких как оптонегатроника и бионегатроника.
Оптонегатроника — это направление электроники, которое находится на стыке оптоэлектроники и негатроники. У истоков этого направления также лежат результаты исследований О. В. Лосева, который в 1927 г. открыл свечение перехода «карборунд-металл» и получил патент на изобретение «световое реле». Основой развития этого направления являются результаты исследований оптических свойств полупроводниковых негатронов — оптонегатронов, способных преобразовать и генерировать оптический сигнал и обладающим свойствами R-, L- или C-негатрона.
Бионегатроника — это направление электроники, связанное с изучением и применением бионегатронов — биологических объектов, обладающих отрицательным сопротивлением. Такими свойствами обладают различные виды клеток живых организмов, а также межклеточные элементы.
Учитывая потенциальную неустойчивость электронных схем с негатронами возникла проблема измерения параметров таких схем и негатронов. Отсутствие методов и средств измерения ряда их параметров в режиме потенциальной неустойчивости привело к возникновению направления по метрологическому обеспечению негатроники.

## Хронологические этапы развития
Проследить роль различных учёных и научных школ в становлении и развитии негатроники позволяет приведённая ниже краткая хронология:
10.05.1903 г. — В Твери родился основоположник негатроники О. В. Лосев.
13 января 1922 г. — А. В. Лосевым обнаружен нисходящий участок на ВАХ полупроводникового кристалла.
Февраль 1922 г. — А. В. Лосев передал в журнал «ТиТбп» свою историческую статью о генераторных свойствах некоторых кристаллов.
9 марта 1922 г. — первое публичное сообщение О. В. Лосева на 36-й лабораторной беседе Нижнегородской радиолаборатории о наблюдениях и возможности применения отрицательного активного дифференциального сопротивления полупроводникового кристалла.
Май 1923 г. — А. В. Лосев изготовил первый технический образец приемника-гетеродина с кристаллическим детектором (начало Эры полупроводниковой электроники).
1932 г. — Д. А. Рожанским и А. Н. Арсеньевой изобретён усилительный вакуумный негатрон — пролётный клистрон.
1936 г. — Н. Ф. Алексеевым и Д. Е. Мадьяровым изобретён генераторный вакуумный негатрон — многорезонаторный магнетрон.
1954 г. — W. Shockley опубликовал статью, где сформулировал принципы создания ряда полупроводниковых негатронов.
1956 г. — J. Jamaguchi предложил и исследовал комбинированный динамический негатрон на биполярном транзисторе.
1957 г. — японский физик L. Esaki изобрёл туннельный диод.
1958 г. — W. Т. Read изобрёл диод, впоследствии названный его именем (диод Рида, реализован в 1964 г.)
1959 г. — А. С. Тагер с сотрудниками получил диплом на открытие лавинно-пролётного диода.
1961 г. — Н. Dill исследовал «индуктивный транзистор» в лавинном режиме.
1963 г. — J. В. Gunn изобрёл диод, впоследствии названный его именем (диод Ганна).
1969 г. — D. К. Adams, R. Y. С. Ho применили комбинированный транзисторный динамический негатрон в активных СВЧ-устройствах.
1970 г. — С. А. Гаряинов и И. Д. Абезгауз опубликовали монографию, где сформулировали важнейшие теоретические положения негатроники.
1971 г. — создан инжекционно-пролетный диод.
1971 г. — F. Bening опубликовал монографию с основами теории цепей с R-, L-, С-негатронами.
1973 г. — В. П. Дьяконов опубликовал монографию по теории лавинных транзисторов.
1981 г. — В. И. Стафеев, К. Ф. Комаровских, Г. И. Фурсин опубликовали монографию по применению статических негатронов S-типа в функциональной схемотехнике.
1985 г. — сформировано научное направление «Негатроника».
1986 г. — при Винницком политехническом институте организован международный координационный центр по проблеме «Негатроника», в состав которого вошли Андреев В. С., Биберман Л. Н., Гаряинов С. А., Дьяконов В. П., Касимов Ф . Д., Негоденко А. Н., Степанова Л. Н., Тагер А. С., Филинюк М. А., Хотунцев Ю. Л. и др.
1991 г. — под руководством Филинюка М. А. и Касимова Ф. Д. в г. Баку проведена первая Всесоюзная научно-техническая конференция, посвящённая негатронике.
1995 г. — Российской академией наук опубликована монография коллектива авторов «Негатроника», которая окончательно утвердила негатронику как одно из направлений электроники.